# Japan Football League (1992–98)
Đối với giải đấu sau năm 1999 (Nihon futtobōru Līgu (日本フットボールリーグ Nihon futtobōru Līgu), được nhắc đến trong bài này là "giải JFL mới") xem Giải bóng đá Nhật Bản.

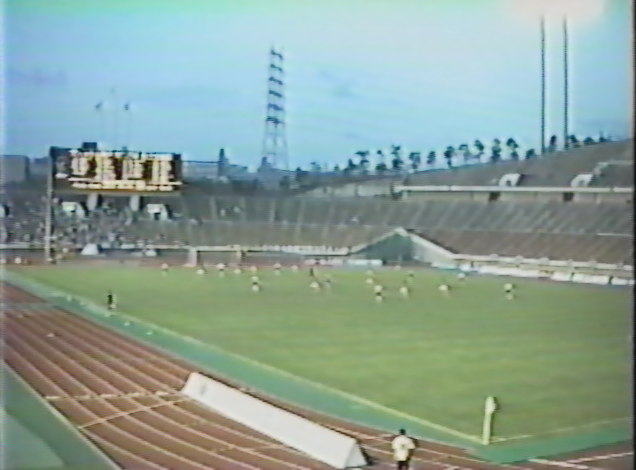
Vissel Kobe gặp NTT Kanto F.C. trên Sân vận động Kỷ niệm Universiade Kobe năm 1995

Giải bóng đá Nhật Bản (ジャパンフットボールリーグ Japan Futtobōru Līgu) cũ là một giải bóng đá tồn tại từ năm 1992 đến 1998. Được viết tắt là JFL, là hạng đấu thứ hai trong hệ thống bóng đá Nhật Bản xếp sau J. League.

## Lịch sử
Khi Liên đoàn bóng đá Nhật Bản quyết định thành lập giải đấu chuyên nghiệp,Giải bóng đá Nhật Bản (JSL), hạng đấu cao nhất cho tới mùa 1991/92, được tái cơ cấu lại thành hai giải đấu mới. Một là Giải bóng đá Chuyên nghiệp Nhật Bản hay còn gọi là J. League, giải chuyên nghiệp đầu tiên tại Nhật Bản. Còn lại thành lập Giải bóng đá Nhật Bản.
Hai mươi tám đội đã tham dự JSL hạng 1 và 2, 9 đội cùng với đội mới Shimizu S-Pulse thành lập J. League, một (Yomiuri Junior) hợp nhất lại với đội một, cùng với mười tám đội còn lại chưa lên chuyên, ở thời điểm đó. Họ thi đấu mùa giải đầu tiên 1992 cùng với Osaka Gas và Vận tải Seino, hai đội xếp đầu của VCK các khu vực. Ban đầu giải chia thành hai hạng với 10 câu lạc bộ mỗi hạng, nhưng từ năm 1994, chuyển thành duy nhất một hạng với 16 câu lạc bộ.
Giải JFL cũ kết thúc năm 1998 khi J. League Hạng 2 được thành lập. 16 câu lạc bộ thi đấu mùa cuối cùng của JFL cũ, 9 được chấp thuận thi đấu tại J2 còn 7 đội khác tham gia JFL mới.

## Các câu lạc bộ tham dự

### Hạng 1
| Câu lạc bộ                 | Mùa đầu tiên tại JFL | Số mùa tại JFL | Trụ sở                   | Mùa đầu tiên ở D2 | Số mùa ở D2 | Giai đoạn cuối cùng ở D2 | Danh hiệu JFL cuối cùng | Hạng hiện tại           |
| -------------------------- | -------------------- | -------------- | ------------------------ | ----------------- | ----------- | ------------------------ | ----------------------- | ----------------------- |
| Albirex Niigata            | 1998                 | 1              | Niigata & Seiro, Niigata | 1998              | 1           | 1998                     | —                       | J1                      |
| Omiya Ardija               | 1994                 | 5              | Saitama, Saitama         | 1987/88           | 10          | 1994–1998                | —                       | J1                      |
| Shonan Bellmare            | 1992                 | 2              | Hiratsuka, Kanagawa      | 1990/91           | 4           | 1990/91–1993             | 1993                    | J2                      |
| Fukuoka Blux               | 1993                 | 3              | Fukuoka, Fukuoka         | 1991/92           | 4           | 1993–1995                | 1995                    | J2                      |
| Brummel Sendai             | 1995                 | 4              | Sendai, Miyagi           | 1995              | 4           | 1995–1998                | —                       | J1                      |
| Cerezo Osaka               | 1992                 | 3              | Osaka, Osaka             | 1991/92           | 4           | 1991/92–1994             | 1994                    | J1                      |
| Consadole Sapporo          | 1992                 | 6              | Sapporo, Hokkaido        | 1978              | 17          | 1992–1997                | 1997                    | J2                      |
| Cosmo Oil Yokkaichi        | 1994                 | 3              | Yokkaichi, Mie           | 1980              | 10          | 1994–1996                | —                       | Giải thể                |
| Denso SC                   | 1996                 | 3              | Kariya, Aichi            | 1996              | 3           | 1996–1998                | —                       | Tōkai League D1         |
| Kawasaki Frontale          | 1992                 | 7              | Kawasaki, Kanagawa       | 1972              | 20          | 1979–1998                | —                       | J1                      |
| Fukushima FC               | 1995                 | 3              | Fukushima, Fukushima     | 1995              | 3           | 1995–1997                | —                       | Giải thể                |
| Tosu Futures               | 1994                 | 3              | Tosu, Saga               | 1994              | 3           | 1994–1996                | —                       | Giải thể                |
| Mito HollyHock             | 1997                 | 2              | Mito, Ibaraki            | 1997              | 2           | 1997–1998                | —                       | J2                      |
| Honda Motors               | 1992                 | 6              | Hamamatsu, Shizuoka      | 1975              | 12          | 1994–1998                | 1996                    | JFL                     |
| Jatco FC                   | 1997                 | 2              | Numazu, Shizuoka         | 1997              | 2           | 1997–1998                | —                       | Giải thể                |
| Đại học Kokushikan         | 1998                 | 1              | Machida, Tokyo           | 1998              | 1           | 1998                     | —                       | Kantō University League |
| Montedio Yamagata          | 1994                 | 5              | Toàn Yamagata            | 1994              | 5           | 1994–1998                | —                       | J2                      |
| NKK SC                     | 1992                 | 1              | Kawasaki, Kanagawa       | 1980              | 5           | 1991/92–1992             | —                       | Giải thể                |
| Otsuka FC Vortis Tokushima | 1994                 | 5              | Toàn Tokushima           | 1990/91           | 7           | 1994–1998                | —                       | J1                      |
| Kyoto Purple Sanga         | 1993                 | 3              | Tây nam Kyoto            | 1972              | 13          | 1993–1995                | —                       | J2                      |
| Kashiwa Reysol             | 1992                 | 3              | Kashiwa, Chiba           | 1987/88           | 6           | 1992–1994                | —                       | J1                      |
| Sagan Tosu                 | 1997                 | 2              | Tosu, Saga               | 1997              | 2           | 1997–1998                | —                       | J1                      |
| Vận tải Seino              | 1994                 | 4              | Toàn Gifu                | 1985              | 7           | 1994–1997                | —                       | Giải thể                |
| Sony Sendai                | 1998                 | 1              | Miyagi                   | 1998              | 1           | 1998                     | —                       | JFL                     |
| Tokyo Gas                  | 1992                 | 7              | Tokyo                    | 1991/92           | 8           | 1991/92–1998             | 1998                    | J1                      |
| Oita Trinity               | 1996                 | 3              | Ōita, Ōita               | 1996              | 3           | 1996–1998                | —                       | J2                      |
| Ventforet Kofu             | 1994                 | 5              | Toàn Yamanashi           | 1972              | 25          | 1994–1998                | —                       | J1                      |
| Vissel Kobe                | 1994                 | 2              | Kobe, Hyōgo              | 1986/87           | 9           | 1994–1995                | —                       | J1                      |
| Yamaha Motors              | 1992                 | 2              | Iwata, Shizuoka          | 1979              | 4           | 1992–1993                | 1992                    | J2                      |

- "Số mùa ở D2," "Giai đoạn gần nhất ở D2," và "Danh hiệu D2 gần nhất" bao gồm cả khi tham dự Japan Soccer League D2 và tính tới năm 1998, khi giải không còn tồn tại

### Hạng 2
| Câu lạc bộ          | Mùađầu tiên ở JFL D2 | Số mùa ở JFL D2 | Trụ sở              | Giai đoạncuối ở JFL D2 | Hạng hiện tại    |
| ------------------- | -------------------- | --------------- | ------------------- | ---------------------- | ---------------- |
| Fukuoka Blux        | 1992                 | 1               | Fujieda, Shizuoka   | 1992                   | J2               |
| Cosmo Oil Yokkaichi | 1992                 | 2               | Yokkaichi, Mie      | 1992–1993              | Giải thể         |
| Honda Motors        | 1993                 | 1               | Hamamatsu, Shizuoka | 1993                   | JFL              |
| Thép Kawasaki       | 1992                 | 2               | Kurashiki, Okayama  | 1992–1993              | J1               |
| Kofu SC             | 1992                 | 2               | Toàn Yamanashi      | 1992–1993              | J1               |
| Kyoto Shiko         | 1992                 | 1               | Tây nam Kyoto       | 1992                   | J2               |
| NKK SC              | 1993                 | 1               | Kawasaki, Kanagawa  | 1993                   | Giải thể         |
| NTT Kanto           | 1992                 | 2               | Saitama, Saitama    | 1992–1993              | J1               |
| Osaka Gas           | 1992                 | 1               | Osaka, Osaka        | 1992                   | Osaka League D2B |
| PJM Futures         | 1993                 | 1               | Hamamatsu, Shizuoka | 1993                   | Giải thể         |
| Vận tải Seino       | 1992                 | 2               | Toàn Gifu           | 1992–1993              | Giải thể         |
| Dược Tanabe         | 1992                 | 1               | Osaka, Osaka        | 1992                   | Osaka League D3G |
| Toho Titanium       | 1992                 | 2               | Chigasaki, Kanagawa | 1992–1993              | Kantō League D2  |
| Toyota Higashi-Fuji | 1993                 | 1               | Shizuoka            | 1993                   | Giải thể         |

## Vô địch, lên hạng và xuống hạng
| Mùa  | Vô địch                                     | Á quân                                      | Lên J. League sau mùa giải | Lên hạng từ Giải khu vực trước mùa giải                                                | Xuống Giải khu vực sau mùa giải                                      |
| ---- | ------------------------------------------- | ------------------------------------------- | --- | -------------------------------------------------------------------------------------- | -------------------------------------------------------------------- |
| 1992 | Hạng 1-Yamaha Hạng 2-Chuo Bohan Fujieda     | Hạng 1-Hitachi S.C. Hạng 2-Kyoto Shiko Club | Không | Osaka Gas Vận tải Seino                                                                | Dược Tanabe Osaka Gas S.C.                                           |
| 1993 | Hạng 1-Bellmare Hiratsuka Hạng 2-Honda F.C. | Hạng 1-Jubilo Iwata Hạng 2- PJM             | Hiratsuka Iwata | Toyota Higashifuji PJM                                                                 | Toho Titanium S.C. NKK F.C. (giải thể) Toyota Higashifuji (giải thể) |
| 1994 | Cerezo Osaka                                | Kashiwa Reysol                              | Cerezo Kashiwa | NEC Yamagata S.C.                                                                      | Không                                                                |
| 1995 | Fukuoka Blux                                | Kyoto Purple Sanga                          | Fukuoka Kyoto | Brummell Sendai Fukushima F.C.                                                         | Không                                                                |
| 1996 | Honda F.C.                                  | Vissel Kobe                                 | Kobe | Nippon Denso F.C. Oita F.C.                                                            | Cosmo Oil Yokkaichi (giải thể) Tosu Futures (giải thể)               |
| 1997 | Consadole Sapporo                           | Tokyo Gas F.C.                              | Sapporo | Prima Ham F.C. Tsuchiura Jatco F.C. Sagan Tosu (câu lạc bộ mới, thay thế Tosu Futures) | Fukushima F.C. (giải thể) Vận tải Seino (giải thể)                   |
| 1998 | Tokyo Gas F.C.                              | Kawasaki Frontale                           | Không | Albirex Niigata Sony Sendai F.C., Đại học Kokushikan (đề cử bởi Hiệp hội Đại học)      | Không                                                                |
| 1998 | Tokyo Gas F.C.                              | Kawasaki Frontale                           | *Những câu lạc bộ sau tham dự J. League Hạng 2 mới: Brummell Sendai (Vegalta Sendai), Montedio Yamagata, Omiya Ardija, Tokyo Gas F.C. (F.C. Tokyo), Kawasaki Frontale, Ventforet Kofu, Albirex Niigata, Sagan Tosu, Oita F.C. (Oita Trinita) |                                                                                        |                                                                      |

### Câu lạc bộ thành công nhất
| Câu lạc bộ         | Vô địch | Á quân | Mùa vô địch | Mùa á quân |
| ------------------ | ------- | ------ | ----------- | ---------- |
| Júbilo Iwata       | 1       | 1      | 1992        | 1993       |
| Tokyo Gas          | 1       | 1      | 1998        | 1997       |
| Bellmare Hiratsuka | 1       | 0      | 1993        |            |
| Cerezo Osaka       | 1       | 0      | 1994        |            |
| Fukuoka Blux       | 1       | 0      | 1995        |            |
| MIO Biwako Shiga   | 1       | 0      | 1996        |            |
| Consadole Sapporo  | 1       | 0      | 1997        |            |
| Kashiwa Reysol     | 0       | 2      |             | 1992, 1994 |
| Kyoto Purple Sanga | 0       | 1      |             | 1995       |
| Vissel Kobe        | 0       | 1      |             | 1996       |
| Kawasaki Frontale  | 0       | 1      |             | 1998       |